# Jemea Thomas
Jemea I. Thomas (Fitzgerald, 7 aprile 1990) è un giocatore di football americano statunitense che gioca nel ruolo di safety per i Tennessee Titans della National Football League (NFL). Fu scelto nel corso del sesto giro (206º assoluto) del Draft NFL 2014 dai New England Patriots. Al college giocò a football a Georgia Tech.

## Carriera professionistica

### New England Patriots
Thomas fu scelto nel corso del sesto giro del Draft 2014 dai New England Patriots. Fu svincolato il 26 agosto 2014.

### Dallas Cowboys
Il giorno successivo firmò coi Dallas Cowboys ma fu svincolato cinque giorni dopo.

### St. Louis Rams
Thomas firmò così coi St. Louis Rams con cui debuttò come professionista scendendo in campo nella settimana 8 contro i Kansas City Chiefs.

### Tennessee Titans
Dopo essere stato svincolato dai Rams, Thomas firmò coi Tennessee Titans, venendo promosso nel roster attivo per le ultime quattro gare della stagione.

## Statistiche
| Partite totali      | 2 |
| Partite da titolare | 0 |
| Tackle              | 0 |
| Sack                | 0 |
| Intercetti          | 0 |

Statistiche aggiornate alla stagione 2014